# Kim Su-gil
Kim Su-gil (tiếng Triều Tiên: 김수길, sinh năm 1949 hoặc năm 1950) là Đại tướng Quân đội Nhân dân Triều Tiên và chính trị gia nước Cộng hòa Dân chủ Nhân dân Triều Tiên. Ông giữ chức vụ Tổng cục trưởng Tổng cục Chính trị Quân đội Nhân dân Triều Tiên (KPA) thay thế Kim Jong-gak kể từ tháng 5 năm 2018. Kim Su-gil là Ủy viên chính thức Ủy ban Trung ương Đảng Lao động Triều Tiên và Ủy viên dự khuyết Bộ Chính trị Đảng Lao động Triều Tiên. Ông cũng có một ghế trong Ủy ban Quân sự Trung ương Đảng Lao động Triều Tiên.

## Sự nghiệp
Kim Su-gil là một người lính chuyên nghiệp. Vào đầu sự nghiệp của mình, ông giữ các chức vụ trong Tổng cục Chính trị Quân đội Nhân dân Triều Tiên (KPA) và Bộ Tổng Tham mưu Quân đội Nhân dân Triều Tiên. Ngày 24 tháng 4 năm 1992, ông được thăng quân hàm Thiếu tướng (Sojang). Ngày 15 tháng 4 năm 2010, ông được thăng quân hàm Trung tướng (Chungjang). Vào mùa thu năm 2013, ông tạm thời bị giáng cấp trở lại Thiếu tướng (Sojang), giống như nhiều quân nhân Quân đội Nhân dân Triều Tiên cao cấp khác. Hiện tại, ông giữ cấp bậc tướng bốn sao.
Kim trở thành Phó Giám đốc của Bộ Quốc phòng Triều Tiên năm 2006. Ông cũng từng là Thứ trưởng Bộ Quốc phòng kể từ năm 2010. Với chức vụ này, ông tham gia vào cuộc thanh trừng và tử hình Jang Song-thaek vào tháng 12 năm 2013.
Kim là một trợ lý thân cận của Kim Jong-un và thường tháp tùng Kim Jong-un trong các hoạt động công cộng. Trước đây, Kim Su-gil giữ chức vụ Chủ tịch Ủy ban thành phố Bình Nhưỡng của Đảng Lao động kể từ tháng 4 năm 2014. Trong chức vụ này, chẳng bao lâu sau khi được bổ nhiệm, ông ban hành một lời xin lỗi công khai sau sự sụp đổ của tòa nhà trong thành phố. Ông được bầu vào Hội đồng Nhân dân Tối cao Triều Tiên năm 2009 và một lần nữa năm 2014. Kim được bầu làm Ủy viên chính thức Ủy ban Trung ương Đảng Lao động Triều Tiên, Ủy viên dự khuyết Bộ Chính trị Đảng Lao động Triều Tiên kể từ tháng 5 năm 2016. Ông cũng có một ghế trong Ủy ban Quân sự Trung ương Đảng Lao động Triều Tiên.
Kim phục vụ trong ủy ban tang lễ của Jon Pyong-ho năm 2014, Ri Ul-sol và Kim Yang-gon năm 2015 và Kang Sok-ju năm 2016.
Kim Su-gil thay thế Kim Jong-gak vào tháng 5 năm 2018 với tư cách là Tổng cục trưởng Tổng cục Chính trị Quân đội Nhân dân Triều Tiên. Phương tiện truyền thông Bắc Triều Tiên thông báo việc cải tổ vào tháng 5 năm 2018, sau khi Kim Jong-gak làm Tổng cục trưởng Tổng cục Chính trị chỉ trong bốn tháng. Có thể sự bổ nhiệm này diễn ra vào ngày 17 tháng 5 năm 2018 tại một hội nghị của Ủy ban Quân sự Trung ương Đảng Lao động Triều Tiên do Kim Jong-un chủ trì.